# Noppadon Pattama
Noppadon Pattama (Nakhon Ratchasima, 23 de abril de 1961) es un político tailandés, Ministro de Asuntos Exteriores de Tailandia desde el 6 de febrero al 10 de julio de 2008, en el gabinete del primer ministro Samak Sundaravej. Es miembro del Partido del Poder del Pueblo y exasesor jurídico de Thaksin Shinawatra, depuesto como primer ministro por un golpe de Estado en septiembre de 2006.
Licenciado en Derecho por la Universidad de Thammasat, amplió estudios en Estados Unidos, así como en la Universidad de Londres y en la de Oxford.
Al regreso a Tailandia comenzó a ejercer la abogacía, siendo secretario de Chuan Leekpai, a quien había conocido en Londres. Se integró en el Partido Demócrata de Tailandia de Leekpai y fue elegido diputado en la Asamblea Nacional en 1996, desempeñando además la Secretaría del Ministro de Relaciones Exteriores.
Tras las elecciones de 2001, regresó a su trabajo como abogado y en 2006 se incorporó al partido Thai Rak Thai del primer ministro Thaksin Shinawatra. Llegó a ser Viceministro de Recursos Naturales por un breve espacio de tiempo, hasta el golpe de Estado de septiembre. Permaneció en Tailandia, trabajando como consejero legal y abogado de Shinawatra mientras este paermanecía exiliado en Londres. En 2007 se incorporó al Partido del Poder del Pueblo, fundado por Samak Sundaravej y que obtuvo la victoria en las elecciones generales de ese año. El 6 de febrero de 2008 fue nombrado Ministro de Asuntos Exteriores, sustituyendo a Nitya Pibulsonggram, ministro del gobierno militar interino.
Como ministro firmó unos acuerdos con Camboya para que el Templo Preah Vihear fuera declarado Patrimonio de la Humanidad. El templo se encuentra situado en la frontera entre ambos países y es motivo de conflicto desde que en 1962 el Tribunal Internacional de Justicia de La Haya declaró que se encontraba en territorio camboyano a pesar de la oposición tailandesa. La decisión fue tomada por todo el gabinete y, tras conocerse, la oposición política pidió el cese del ministro, dentro de una profunda crisis que vivía el país desde mayo. 
Finalmente el templo fue declarado por la Unesco, Patrimonio de la Humanidad el 7 de julio. El ministro y otros miembros de la administración fueron acusados ante los tribunales de violar los artículos 190 y 270 de la constitución, ya que Tailandia sigue considerando como propio dicho territorio y la actuación ministerial parecía un reconocimiento implícito de la soberanía camboyana sin la aprobación parlamentaria preceptiva. El 8 de julio el Tribunal Constitucional de Tailandia dictaminó que tanto el ministro como el conjunto del gobierno habían violado la constitución de 2007 y dimitío dos días después, junto a otros miembros del gabinete.